# Милош Шестич
Милош Шестич (сербохорв. Miloš Šestić/Милош Шестић, нар. 8 серпня 1956, Лакташі) — югославський футболіст, що грав на позиції нападника. Відомий насамперед виступами в клубі «Црвена Звезда», у складі якого грав протягом 10 років, та став у його складі чотириразовим чемпіоном Югославії та дворазовий володарем Кубка Югославії, а також у складі збірної Югославії, у складі якої був переможцем Середземноморських ігор. У складі молодіжної збірної Югославії був переможцем молодіжного чемпіонату Європи 1978 року.

## Клубна кар'єра
Милош Шестич народився у місті Лакташі в сучасній Боснії і Герцеговині, в ранньому віці перебрався з батьками до Воєводини. Розпочав грати у футбол у команді «Єдинство» з міста Стара Пазова, а з 1974 рокустав гравцем команди «Црвена Звезда» з Белграда. У найтитулованішій команді тогочасної Югославії Шестич провів одинадцять сезонів, зігравши в складі команди 216 матчів першості, відзначившись у яких 44 забитими м'ячами. У складі команди став чотириразовим чемпіоном Югославії та володарем Кубка Югославії.
У 1985 році Милош Шестич отримав дозвіл на виступи за кордоном, після чого він став гравцем грецької команди «Олімпіакос» з Пірея, у складі якого в сезоні 1986—1987 років став чемпіоном Греції. У 1987 році повернувся до Югославії, та став гравцем клубу «Воєводина», у складі якого у сезоні 1988—1989 років знову став чемпіоном Югославії. З 1989 до 1991 року Милош Шестич грав у складі югославських команд «Земун» та ОФК (Белград), після чого завершив виступи на футбольних полях.

## Виступи за збірні
У 1977—1978 роках Милош Шестич грав у складі молодіжної збірної Югославії, та в її складі став переможцем молодіжного чемпіонату Європи 1978 року.
У 1979—1980 роках Милош Шестич грав у складі олімпійської збірної Югославії, у складі збірної був учасником футбольного турніру Олімпійських ігор 1980 року у Москві, на яких югославська збірна зайняла 4-те місце.
У 1979 році Милош Шестич дебютував у складі національної збірної Югославії. У цьому ж році у складі збірної Шестич став переможцем футбольного турніру Середземноморських ігор. У 1982 році футболіст у складі збірної був учасником чемпіонату світу в Іспанії, а в 1984 році чемпіонату Європи у Франції. У складі збірної грав до 1985 року, провів у її формі 21 матч, забивши 2 голи.

## Титули і досягнення
- Чемпіон Югославії (5):

«Црвена Звезда»: 1976–1977, 1979–1980, 1980–1981, 1983–1984
«Воєводина»: 1988–1989
- Володар Кубка Югославії (2):

«Црвена Звезда»: 1982, 1985
- Чемпіон Греції (1):

«Олімпіакос»: 1986–1987
- Чемпіон Європи серед молодіжних команд: 1978
- Переможець Середземноморських ігор: 1979